# Музей археологии и этнологии Университета Сан-Паулу
Музей археологии и этнологии Университета Сан-Паулу содержит коллекцию из 120 тысяч объектов и изображений, относящихся к материальной культуре Американского континента, прежде всего Бразилии, а также Средиземноморья, Ближнего Востока и Африки с доисторических времён до настоящего времени. Из-за небольшой площади музея в постоянной экспозиции находится не более 10 % коллекции.
Кроме того, в музее имеется крупная библиотека, содержащая около 50 тысяч томов книг и периодических изданий (1100 названий, включая 360 издающихся в настоящее время).
Музей расположен на территории Университетского городка. Открыт во все дни, кроме понедельника.

## Экспонаты

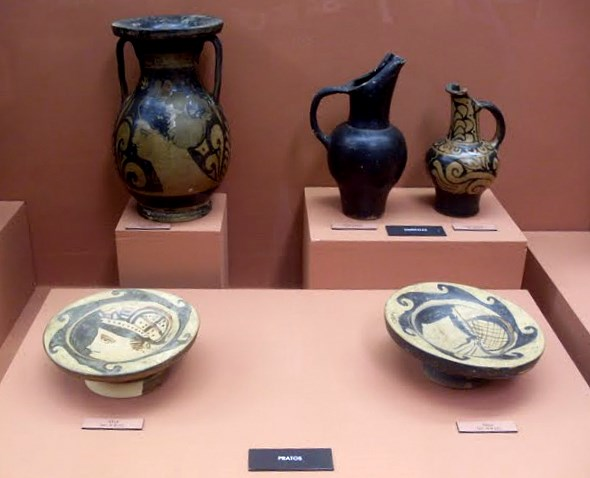
Античная керамика
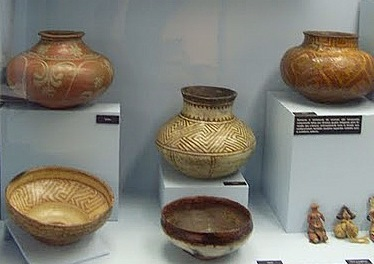
Индейская керамика
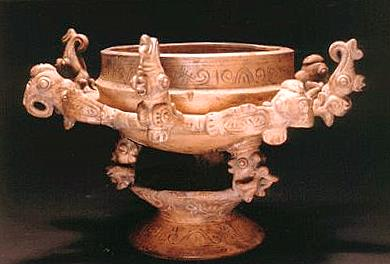
Ваза вымерших индейцев тапажос на реках Амазонка и Тапажос.
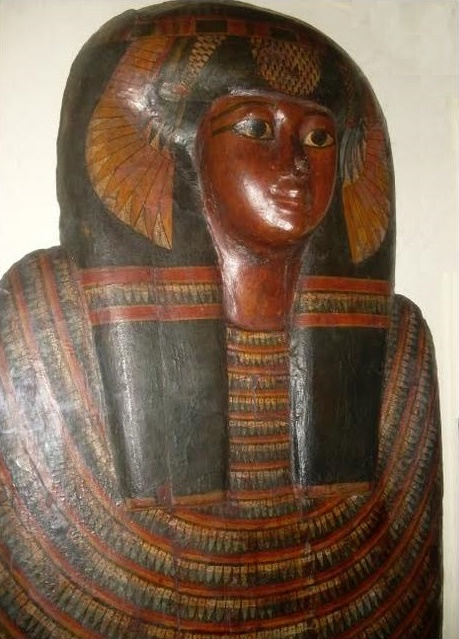
Древнеегипетский саркофаг